# 末底斯城堡
末底斯城堡（Castell Meredydd）也叫做马亨城堡（Castell Machen）是一个位于威尔士Gwynllwg的城堡，现已荒废。

## 位置
在历史文献中也被称为Machen、Maghay或Maghhay，位于原蒙茅斯郡的Graig地区，今属纽波特。
文献中记载该城堡先后为木制和石造。
现今遗址有砖石基底的遗迹，现已被列为法定古蹟保护。
游客可以驾车沿A468 Caerphilly Road行进到采石场之前的路口进入一个简单道路。

## 工事
城堡坐落在一个朝南的陡峭山坡上。山坡下面是一个晚近的谷仓废墟（Ty'n y Berllan）。
城堡的北部由一座直径约10（33英尺）的圆形塔楼和厚约2（6英尺7英寸）的城墙组成。
东南侧的大型建筑大小约18乘10（59乘33英尺），坐落于两个石丘上。
城堡围墙大约东西56（184英尺）、南北30至56（98至184英尺）。
有一个厕所的水槽从塔楼上的水渠从南面的悬崖上流下。
城堡南边是城堡庭院，大约60（200英尺）2面积，庭院并没有防御措施。
庭院和城堡工事中间有一道水渠，至今仍在。

## 历史
城堡所处的岩壁是12世纪晚期由Meredydd Gethin建造的。
摩根（Morgan ap Hywel）继承其父Hywel在1215年成为Gwynllwg领主（Lord of Gwynllwg）。
他在1217年10月和第一代彭布鲁克伯爵威廉·马歇尔的战斗中输掉了，割让出Caerleon给Striguil领主.
摩根之后得以守住末底斯城堡作为居住地和主要据点。
他为了加强防御兴建了守望塔，据推测年份大约在1217年。
第四代彭布罗克伯爵吉尔伯特马啸（Gilbert Marshal, 4th Earl of Pembroke）在1236年在卢埃林大帝与英格兰的亨利三世的休战期间中攻陷了末底斯城堡。
吉尔伯特马啸似乎在此修建了堡垒和幕墙来加固城堡。
随后吉尔伯特马啸被迫将城堡归还给摩根家，原因根据记载是出于对卢埃林大帝的恐惧（"for fear of the lord Llywelyn"）。
摩根大约在1248年3月15日前逝世。
继承他的是他的外孙子末度斯（Meredudd ap Gruffudd，死于1270年）。这个外孙子是摩根的女儿Gwerful与Rhys领主的一个孙子Gryffudd ap Maredud的孩子。
第七代格洛斯特伯爵吉尔伯特德克莱（Gilbert de Clare, 7th Earl of Gloucester）和格拉摩根领主一同在1266年在攻占Senghenydd的远征中一并攻陷了末底斯城堡。
1314年，末底斯城堡的名字最后一次出现在格洛斯特伯爵的领地清单中，此后再无记载，据推测应该是被荒废遗弃了。